# Louis Lacrocq
Louis Lacrocq, né le 20 janvier 1868 à Guéret et mort le 13 janvier 1940 dans la même ville, est un avocat et un spécialiste de l'histoire de la Creuse.
Il fut président de la Société des sciences naturelles et archéologiques de la Creuse.

## Un érudit
Parallèlement à sa profession d'avocat au barreau de Guéret, Louis Lacrocq, dans la plus pure tradition des érudits du XIXe siècle, s'est passionné pour l'archéologie et l'histoire du département de la Creuse, dont témoignent les innombrables articles qu'il a publiés, notamment, dans les Mémoires de la société des sciences naturelles et archéologiques de la Creuse sur les sujets les plus variés - l'archéologie gallo-romaine, les édifices civils et religieux.
Originaire de Guéret, il a résidé à La Celle-Dunoise où il fit la connaissance de l'historien Marc Bloch, avec lequel il se lia d'amitié. Marc Bloch possédait en effet une maison secondaire dans la commune voisine du Bourg-d'Hem.
On doit à Louis Lacrocq, outre ses articles, un livre exhaustif sur les monuments religieux de la Creuse : Églises de France. Creuse. Paris, Letouzey et Ané, 1934, ouvrage qui fait toujours autorité ; ainsi qu'une imposante monographie de sa commune : Monographie de La Celle-Dunoise, Guéret, Lecante, 1929 (réédition en 1982).
Secrétaire, puis président de la Société des sciences naturelles et archéologiques de la Creuse, Louis Lacrocq s'engage en vain pour la sauvegarde du site de Crozant contre les projets de l'entrepreneur et sénateur de la Creuse Léon Chagnaud. Le projet est soutenu par de puissants actionnaires de la compagnie du chemin de fer de Paris à Orléans. En 1926, la vallée de la Creuse est noyée sur 17 kilomètres dans sa partie la plus pittoresque, faisant du barrage d'Éguzon le plus puissant d'Europe.
Une petite place donnant accès à la préfecture de la Creuse et à l'hôtel du conseil général porte le nom de Louis Lacrocq.